# Ritual de iniciación (mafia)
El ritual de iniciación  es una ceremonia que se lleva a cabo para convertirse en un miembro de pleno derecho de la Mafia o de la Cosa Nostra (tanto de la Mafia original siciliana como de la rama italo-americana, a menudo conocida como la "Mafia Americana"). Para convertirse en un "hombre de honor" o en un "hombre hecho" un aspirante a miembro debe participar en un ritual de iniciación o en una ceremonia de iniciación que implica un ritual significativo, juramentos, sangre, y se llega a un acuerdo para seguir las reglas de la Mafia tal como se presentan al reclutado. El primer relato conocido de la ceremonia se remonta a 1877 en Sicilia.
La secuencia típica de la ceremonia según varias descripciones distintas tiene características comunes. En primer lugar, el nuevo recluta es conducido a la presencia de otros miembros y presentado por un miembro; se le explica la asociación incluyendo sus reglas básicas; luego el miembro oficiante le pincha el dedo con una aguja; se derraman unas pocas gotas de sangre en una tarjeta con la imagen de un santo; se prende fuego a la tarjeta; finalmente, mientras la tarjeta se pasa rápidamente de mano en mano para evitar quemaduras, el novato hace un juramento de lealtad a la familia de la Mafia.

## En Sicilia
El primer relato conocido de la ceremonia se remonta a 1877 en Monreale en un artículo del Giornale di Sicilia en un relato sobre los Stuppagghiari, una de las primeras organizaciones de tipo mafioso. Otros relatos tempranos fueron durante un juicio contra la Fratellanza (Hermandad) en Agrigento (1884) y los Fratuzzi (Pequeños Hermanos) en Bagheria (1889).
Uno de los primeros relatos de la vida de una ceremonia de iniciación fue dado por Bernardino Verro, un líder de los Fasci Siciliani, un movimiento social popular de inspiración democrática y socialista, que surgió en Sicilia a principios de la década de 1890. Para darle consistencia al movimiento, Verro se unió a los Fratuzzi en Corleone. En unas memorias escritas muchos años después, describe el ritual de iniciación al que se sometió en la primavera de 1893: 

[I] fui invitado a participar en una reunión secreta de los Fratuzzi. Entré en una habitación misteriosa donde había muchos hombres armados alrededor de una mesa. En el centro de la mesa había una calavera dibujada en un papel y un cuchillo. Para ser admitido en el Fratuzzi, [yo] tuve que someterme a una iniciación que consistía en algunas pruebas de lealtad y en el pinchazo del labio inferior con la punta del cuchillo: la sangre de la herida empapaba el cráneo.

 Poco después, Verro rompió con la mafia y, según los informes de la policía, se convirtió en su enemigo más acérrimo. Fue asesinado por la Mafia en 1915 cuando era el alcalde de Corleone.

## En los Estados Unidos
El primer relato conocido del ritual en los Estados Unidos fue proporcionado en 1963 por Joe Valachi, quien se inició en 1930, en su testimonio para el Comité McClellan. El de Valachi fue un caso importante, y ayudó a convencer al país de la existencia de la organización en los Estados Unidos llamada la Cosa Nostra, también conocida como la Mafia. Le proporcionó al FBI información de primera mano sobre las interioridades de la Mafia, incluyendo una de las primeras descripciones de la ceremonia de inducción. 

### La ceremonia

#### Elección de nuevos miembros
La Mafia solicita a personas específicas para que se afilien; uno no puede elegir unirse. En el testimonio de Tommaso Buscetta durante el juicio de Pizza Connection, se le preguntó qué hizo para entrar en la Cosa Nostra. Respondió: "No hice ninguna solicitud para ser miembro, me llamaron, me invitaron". Joe Valachi fue cortejado durante bastante tiempo antes de que finalmente consintiera en unirse. Parece que fue influenciado por el argumento del mafioso Bobby Doyle, quien le dijo que una carrera criminal en solitario era mucho más peligrosa. Doyle le dijo a Valachi, "Únete a nosotros y ganarás dinero y no robarás más". Las cosas se estaban poniendo difíciles para Valachi en términos de frecuentes arrestos y otras consecuencias de su estilo de vida, y reconoció la lógica del argumento de Doyle.

#### Descripciones de la ceremonia
La ceremonia es una cena o una reunión. Varias personas pueden ser admitidas a la vez. Cuando se les induce, "... se les 'hace' o 'se les bautiza' o 'se les dan sus insignias'". Otros términos utilizados son: sabio, amigo nuestro, buen compañero, uno de nosotros, y arreglado.
 

Valachi dio la descripción más conocida de la ceremonia:
 Me siento en la mesa. Hay vino. Alguien puso una pistola y un cuchillo delante de mí. El arma era una 38 y el cuchillo era lo que llamamos una daga. Maranzano [el jefe] nos anima y decimos algunas palabras en italiano. Luego Joe Bonanno me pincha el dedo con un alfiler y aprieta hasta que sale la sangre. Después, el Sr. Maranzano dice, 'Esta sangre significa que ahora somos una Familia'. Tu vives por el arma y el cuchillo y mueres por el arma y el cuchillo'. 
Valachi fue reclutado junto con otros tres. Había cerca de 40 miembros presentes, así que los nuevos iniciados podían "conocer a la familia".
Durante el reclutamiento de la familia del crimen del Patriarca en 1989 que fue grabado por el FBI, se descubrieron varios otros detalles. Antes de que Tortora prestara juramento, le dijeron que sería bautizado. "Te bautizaron cuando eras un bebé, lo hicieron tus padres. Pero ahora, esta vez, te vamos a bautizar". El bautismo parece representar la nueva etapa de la vida que está comenzando. 
Este es un ejemplo de la mentalidad familiar de la Mafia. Está implícito que la Mafia está tomando el lugar de la familia del miembro, de sus padres. Más evidencia de esta mentalidad se puede ver cuando se le pregunta a Tortora si mataría a su hermano por la Mafia. Lo más probable es que esta mentalidad se produzca porque los miembros están entregando toda su vida a la organización. Los propios juramentos hablan del vínculo familiar, y podemos conjeturar que las reglas del secreto representan la lealtad de la familia así como un sentido de autopreservación. A pesar de las rivalidades, todas las familias de la mafia se consideran relacionadas. Incluso entre los grupos de Sicilia y Nueva York, existe un sentido de hermandad.
En otra variación de la descripción de Valachi en la grabación del ireclutamiento de 1989, al reclutado Flamaro se le pinchó específicamente el dedo que aprieta el gatillo, lo que afirma que hay simbolismo en el gesto. Después de esto, fue escogido para él un compadre/amigo, y, a diferencia de otras ceremonias descritas, no se mencionó la quema de una imagen de un santo. En el testimonio de Buscetta, dijo que cuando le pincharon el dedo, la sangre se transfirió a una imagen de un santo, que luego se quemó. Buscetta juró entonces que si desobedecía las reglas, "mi carne se quemaría como este santo". Una variante de este juramento es "Como queme este santo, así quemará mi alma. Entraré vivo y tendré que salir muerto". Jimmy Fratianno, incorporado en 1947, describió al capo pinchándose el dedo y diciendo: "Esta gota de sangre simboliza tu nacimiento en nuestra familia, somos uno hasta la muerte". La ceremonia termina con un beso que se da en ambas mejillas de los nuevos mafiosos. 
En el pasado, se decía que para completar el proceso de reclutamiento, el miembro potencial debía matar a alguien, aunque la práctica parece haber desaparecido en su mayor parte.

### Reglas
El Código de la Mafia es notablemente similar no sólo al de otras organizaciones y sociedades criminales, sino también al presente en las prisiones estadounidenses. Donald Cressey señala que es básicamente el mismo que el código de los ladrones, que él describe como teniendo cinco partes básicasicas: 

1. Ser leal a los miembros de la organización. No interfiera con los intereses de los demás. 3. No sea un informante. ...

2. Sé racional. Sé un miembro del equipo. No te metas en una batalla si no puedes ganar. ... Esto también se extiende a la vida personal.
3. Sé un hombre de honor.  Respeta la feminidad y a tus mayores. No balancees el barco. ...
4. Sé un hombre derecho. Mantén tus ojos y oídos abiertos y tu boca cerrada. No te vendas. ... El 'hombre derecho' muestra coraje y 'corazón'. No se queja ante la adversidad, incluyendo el castigo, porque "Si no puedes pagar, no juegues".

5. Ten clase.  Sé independiente.  Conoce tu camino en del mundo.

Los miembros también eran instruidos en la ceremonia del Patriarca para no dejar que todo lo que significara entrar en la organización inflara sus egos y les hiciera cambiar. La mafia los quería por lo que eran cuando fueron elegidos; la humildad estaba implícita. 

#### Mujeres
Jimmy Fratianno se incorporó a la mafia en 1947 y prestó un juramento similar al de Valachi. Tres reglas le fueron dadas: "Nunca debes traicionar ninguno de los secretos de esta Cosa Nostra. Nunca debes violar a la esposa o a los hijos de otro miembro". Nunca debes involucrarte con narcóticos". 
En la ceremonia del Patriarca, Joseph Russo también explicó que no se juega con las hermanas, esposas o novias, a menos que se tengan intenciones "honorables". 
Buscetta también relató cómo se le instruyó sobre la "manera apropiada" de actuar. Dijo que se le dijo que "guardara silencio, que no mirara a las esposas o mujeres de otros hombres, que no robara y, especialmente, que en todo momento en que me llamaran, tuviera que apurarme, dejando lo que estuviera haciendo". La pena por romper estas leyes era la muerte. 

#### Omertà
La regla más importante es el Omertà, el juramento de silencio. Es una regla frecuentemente infringida, como lo ven los informantes del FBI, pero también se castiga con la muerte. Biagio DiGiacomo enfatizó la severidad de Omertà cuando dijo: "No hay esperanza, ni Jesús, ni Madonna, nadie puede ayudarnos si alguna vez revelamos este secreto a alguien, cualquier tipo de amigos míos, digamos. Esto no puede ser expuesto."

#### Tráfico de drogas
Las reglas sobre drogas se reiteran en muchos relatos, donde se detalla que los miembros deben abstenerse tanto de usar como de vender drogas de cualquier tipo. En la autobiografía de Joe Bonanno de 1983, declaró que ni él ni su familia participaron en el tráfico de drogas, calificándolo de "negocio sucio". Estas reglas se rompen a menudo, como lo evidencia el FBI, y se ha cuestionado si esta regla se aplicó alguna vez, o si es simplemente un mito. Sin embargo en la ciudad de Nueva York, las cinco familias del crimen tenían el monopolio del comercio de drogas.

### Exposición

#### Valachi y el Comité McClellan
En 1963, el exmafioso Joseph Valachi prestó su testimonio para el Comité McClellan, conocido oficialmente como el Subcomité Permanente de Investigaciones del Comité de Operaciones Gubernamentales del Senado de los Estados Unidos. El caso de Valachi fue un caso de alto perfil y ayudó a convencer al país de la existencia de la organización en los Estados Unidos llamada la Cosa Nostra, también conocida como la Mafia. Proporcionó al FBI información de primera mano sobre las interioridades de la Mafia, incluyendo una de las primeras descripciones de la ceremonia de reclutamiento. 
La validez del testimonio de Valachi en este ámbito es un problema, como lo es en cualquier caso de este tipo. Muchas otras sociedades secretas tienen rituales similares, y dado el secreto y el carácter sagrado de los ritos de inducción, Valachi podría haberse inspirado en las ceremonias y rituales de otros grupos. También es posible que la naturaleza de las sociedades secretas haga que sus rituales sean similares. Otros relatos posteriores, en particular el registro real obtenido de tal ceremonia, han confirmado más o menos el testimonio de Valachi.

#### Familia Patriarca
El 29 de octubre de 1989, en Medford, Massachusetts, el FBI grabó con éxito una ceremonia de iniciación de la familia del crimen Patriarca de Nueva Inglaterra. Hubo cierta controversia en torno a esta grabación, dado que la orden de registro utilizada para grabar la ceremonia se dio con información falsa.
Una fuente detalla que los miembros involucrados en esta ceremonia fueron los consiglieri Joseph Russo, quien dirigió partes de la ceremonia; los capos mafiosos Biagio DiGiacomo, quien administró los juramentos de; Robert F. Carrozza; Vincent M. Ferrara; Charles Quintina — todos de Boston — y Matthew Guglielmetti, del área de Providence, Rhode Island; y los reclutadores Robert DeLuca, Vincent Federico, Carmen Tortora, y Richard Floramo. Otro artículo de periódico afirma que había 17 mafiosos presentes, incluyendo al actual jefe, Raymond Patriarca, Jr. y otros altos funcionarios de la familia.
La vigilancia de esta ceremonia por parte del FBI fue el final de una investigación de cinco años sobre las familias del crimen en la zona, que resultó en una gran cantidad de acusaciones y arrestos. Entre los acusados se encontraban Patriarca, DiGiacomo, Russo, Tortora, Ferrara, Carrozza y Guglielmetti, todos los cuales estuvieron presentes en la ceremonia. Otros nombres importantes de los acusados son Antonio L. Spagnola, Nicholas Bianco, Louis Failla y John E. Farrell. La información de la ceremonia se utilizó en el caso contra los mafiosos. 
El especialista de la mafia de Boston del FBI, Thomas A. Hughes, especuló que la familia del crimen de Patriarca perdió honor y favor como resultado de la sagrada ceremonia que se grabó bajo su vigilancia.

#### Familia Bonanno
En noviembre de 2015, Damiano Zummo, un reputado capitán en funciones de la familia criminal Bonanno participó en la ceremonia de reclutamiento de un agente de policía encubierto, que se registró en secreto, en Canadá. Zummo jugó un papel importante en la ceremonia y nombró a otros en un nivel superior de la organización en la grabación. Un funcionario del juzgado de Brooklyn dijo más tarde: "La grabación de una ceremonia de reclutamiento secreta es un logro extraordinario para las fuerzas del orden y da un golpe significativo a La Cosa Nostra". La grabación también condujo al arresto de 13 mafiosos en noviembre de 2017, incluido Domenico Violi, de la familia criminal de Luppino en Hamilton, Ontario, Canadá, quien fue nombrado jefe de la familia criminal de Buffalo en octubre de 2017.